# حمله بزرگ
حمله بزرگ (ترکی استانبولی: Büyük Taarruz) نام بزرگترین و نهایی‌ترین عملیات نظامی جنگ استقلال ترکیه در مبارزه بین نیروهای مسلح ترکیه وفادار به دولت ملی مجلس بزرگ و پادشاهی یونان در جنگ یونان و ترکیه بود. حمله در ۲۶ اوت سال ۱۹۲۲ با نبرد دوملو پینار آغاز شد. ترک‌ها در حدود ۱۰۴۰۰۰ نفر جمع کرده بودند، که بیشترین تعداد از زمان شروع جنگ بود. هدف حمله، راندن قوای اشغالگر یونانی بود که بیش از ۲۰۰۰۰۰ نفر بوند. واحدهای ترک در راهپیمایی به مدت ۱۰ روز (از ۳۱ اوت تا ۹ سپتامبر) فاصله ۳۰۰ کیلومتر (۱۹۰ مایل) را، در حالی که با سربازان یونانی مبارزه می‌کردند، طی کردند. ارتش ترکیه فاقد وسایل نقلیه موتوری بود؛ این قوا نیروهای متشکل از پیاده‌نظام و سواره نظام و پشتیبانی لجستیکی خود را با استفاده از گاو و چرخ دستی تأمین می‌کرد. نیروهای ترکیه در ۹ سپتامبر به دریا رسید و بعد از پس گرفتن ازمیر، این عملیات در ۱۸ سپتامبر سال ۱۹۲۲ با آزادی اردک و بیگا به پایان رسید. این شکست عظیم یونان باعث مخالفت در ارتش یونان و به‌طور کلی منجر به از دست دادن روحیه و عدم تمایل برای ادامه مبارزه از طرف یونان شد. علاوه بر این واحدهای یونانی متعددی محاصره و نابود شدند و قوای یونانی قابلیت تهاجمی مؤثر را از دست داد و دبگر قادر به سازماندهی یک عقب‌نشینی کنترل شده نبود. در این نبرد تعداد زیادی یونانی به عنوان اسرای جنگی گرفتار شدند.

## پیشرفت
پس از فرمان مصطفی کمال پاشا که در نیروهای شورای بزرگ ملی ترکیه صادر شد بخشی اصلی از اردوی ترکیه شروع به حرکت به سمت ازمیر و بخش ثانویه قوا شروع به حرکت از اسکی‌شهر به طرف بورسا کرد. ۷ سپتامبر آیدین گرمنجیک و کوش‌آداسی و تحت کنترل ترک‌ها درآمد. دو روز بعد اردک را ترک کردند. رئیس ستاد نیروهای انگلیس از عملیات نظامی ترکیه ابراز تحسین کرد.

## نگارخانه

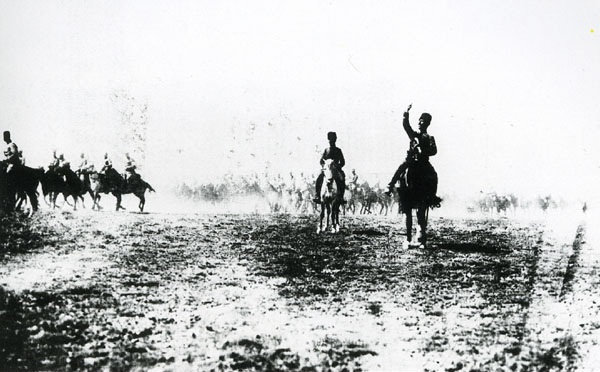
سواره نظام ترک در طی یک عملیات
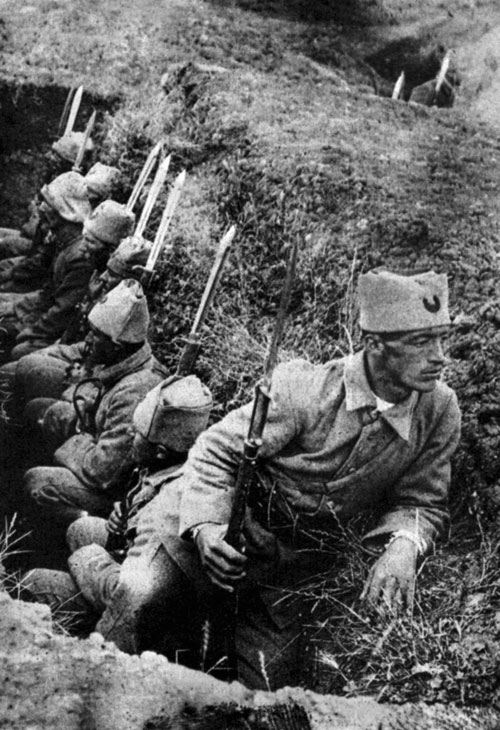
پیاده نظام ترک در یک سنگر
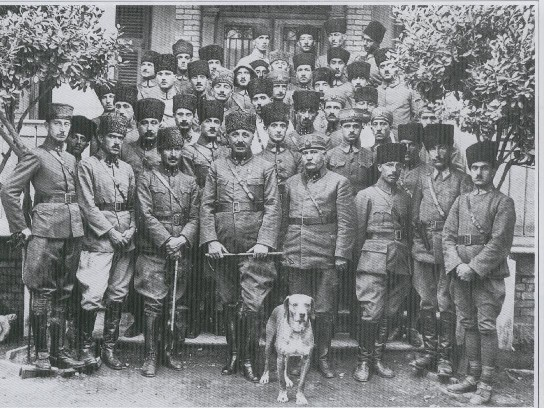
فخرالدین آلتای و سواره نظام V افسران سپاه
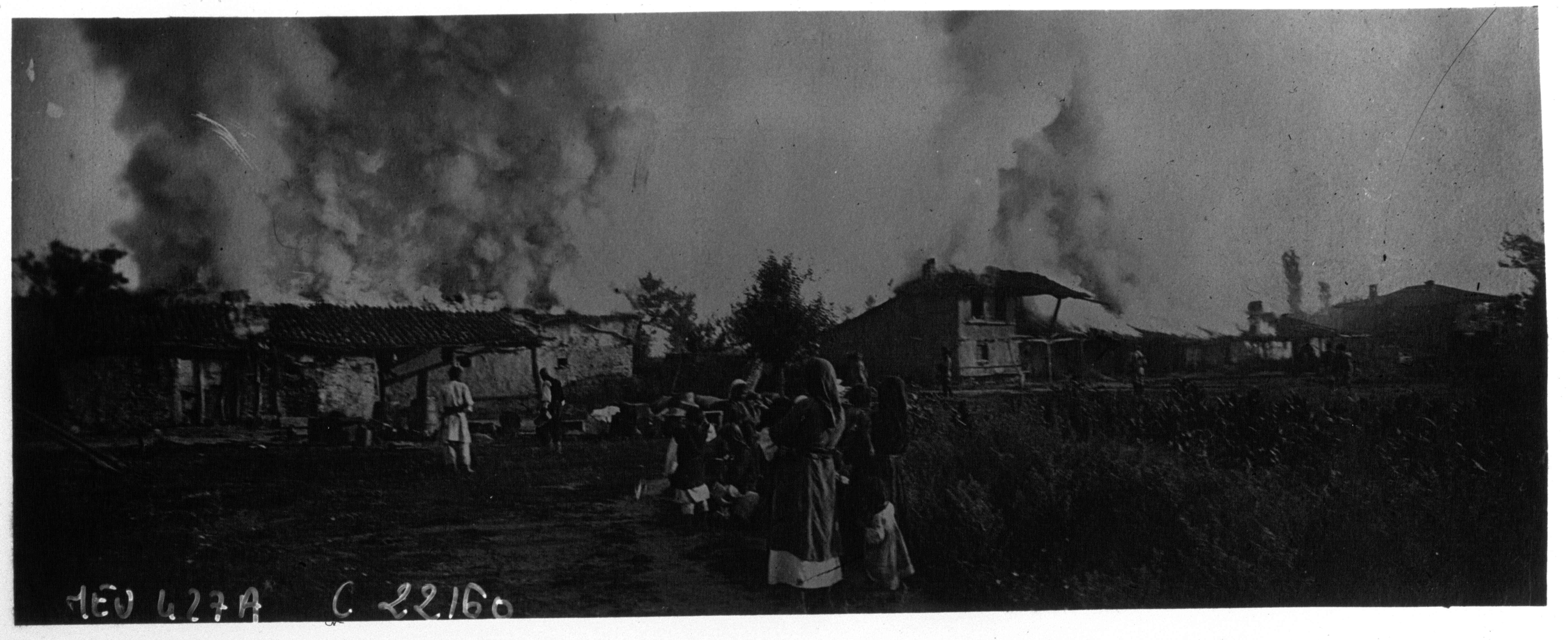
روستای سوخته شده توسط سربازان یونانی درحین عقب نشینی در ترکیه.
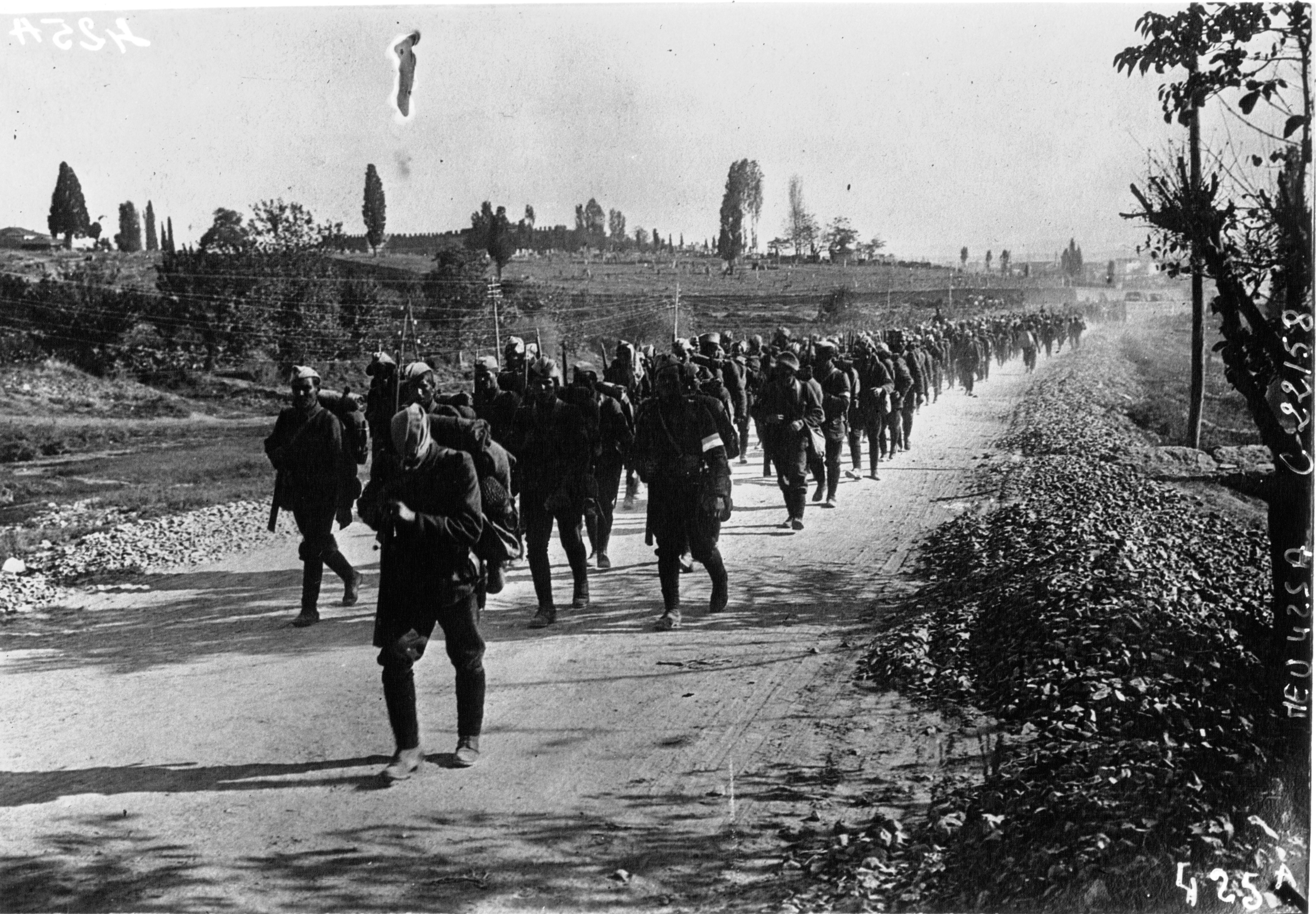
سربازان یونانی درحین عقب نشینی
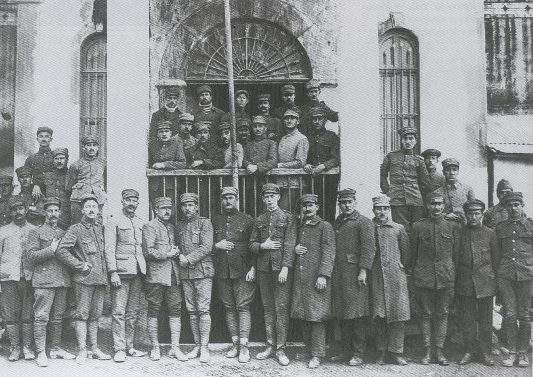
افسران اسیر یونانی در آنکارا